# Cryptogramma brunoniana
Cryptogramma brunoniana är en kantbräkenväxtart som beskrevs av Nathaniel Wallich. Cryptogramma brunoniana ingår i släktet Cryptogramma och familjen Pteridaceae. Inga underarter finns listade.